# Crotalus intermedius
Crotalus intermedius är en ormart som beskrevs av Troschel 1865. Crotalus intermedius ingår i släktet skallerormar och familjen huggormar. IUCN kategoriserar arten globalt som livskraftig.
Ormen förekommer med flera från varandra skilda populationer i bergstrakter i södra Mexiko. Den vistas i regioner som ligger 2000 till 3000 meter över havet. Crotalus intermedius föredrar blandskogar och dessutom hittas den i molnskogar, i halvöknar och i andra landskap intill skogar.

## Underarter
Arten delas in i följande underarter:
- C. i. intermedius
- C. i. gloydi
- C. i. omiltemanus